# Ichthyocampus carce
Ichthyocampus carce är en fiskart som först beskrevs av Hamilton 1822.  Ichthyocampus carce ingår i släktet Ichthyocampus och familjen kantnålsfiskar. IUCN kategoriserar arten globalt som livskraftig. Inga underarter finns listade i Catalogue of Life.